# Moqueca
Moqueca (IPA: [moˈkɛkɐ]) là một món ăn truyền thống của Brazil, nguyên liệu chính gồm có cá biển hầm, cà chua, hành, tỏi và rau mùi. Được hầm kĩ trong các nồi đất, thường được ăn kèm với tôm hoặc một số loại cá như cá mập nhỏ, cá kiếm.
Ngày nay, món ăn này có hai biến thể là moqueca bahiana từ Bahia và moqueca capixaba từ Espírito Santo.
Món ăn này đã có lịch sử ít nhất là khoảng 300 năm.

## Moqueca capixaba
Moqueca capixaba có nguồn gốc từ tiểu bang Espírito Santo và chịu ảnh hưởng của người bản xứ Brazil pha trộn với ẩm thực Bồ Đào Nha. Nó được coi là một phiên bản mềm hơn và chín kĩ hơn của moqueca. Dầu ôliu nguyên chất bổ dưỡng hơn được sử dụng thay cho dầu cọ (như trong phiên bản Bahian). Phẩm màu Urucum được thêm vào, và nó luôn luôn được nấu chín trong một chảo đất sét truyền thống. Moqueca capixaba có thể được chế biến từ cá, tôm, cua, cua biển hoặc tôm hùm. Món ăn này thường được ăn kèm với với hành tây, cà chua, rau mùi, hẹ, và dầu ô liu.